# Antimoniure d'aluminium-indium
L'antimoniure d'aluminium-indium, également antimoniure d'indium-aluminium ou AlInSb (AlxIn1-xSb), est un composé semi-conducteur III-V ternaire. L'alliage peut contenir une proportion quelconque d'aluminium et d'indium ; c'est-à-dire que dans la formule, x peut prendre n'importe quelle valeur comprise 0 et 1. La formule AlInSb fait généralement référence à une composition quelconque de l'alliage.
La largeur de bande interdite et la constante de réseau des alliages AlInSb sont comprises entre celles de AlSb (a = 0,614 nm, Eg = 1,62 eV) et de InSb (a = 0,648 nm, Eg = 0,17 eV) purs. Pour une composition intermédiaire (environ x = 0,73), la bande interdite passe d'un gap indirect, comme celui d'AlSb pur, vers un gap direct, comme celui d'InSb pur.

## Préparation
Des films de AlInSb ont été fabriqués par épitaxie par jet moléculaire et par épitaxie en phase vapeur aux organométalliques sur des substrats en arséniure de gallium et en antimoniure de gallium. Il est typiquement incorporé dans des hétérostructures en couches avec d'autres composés III-V.

## Applications
AlInSb a été employé comme matériau barrière et filtre de dislocations pour des puits quantiques InSb et des composants basés sur InSb.
AlInSb a été utilisé comme région active de LEDs et de photodiodes pour générer et détecter la lumière à des longueurs d'onde de l'infrarouge moyen. Ces composants peuvent être optimisés pour un fonctionnement autour de 3,3 μm, une longueur d'onde d'intérêt pour la détection du gaz méthane,.